# بوميلكار
بوميلكار (بالنوميدية:ⴱⵓⵎⴻⵍⴽⴰⵔ) هو جنرال و قائد عسكري نوميدي ينحدر من أسرة أرستقرطية نبيلة، عينه الملك يوغرطة كمدير للعمليات السرية في فترة الصراع على العرش، برز إسمه خلال حرب يوغرطة التي خاضتها مملكة نوميديا ضد الجمهورية الرومانية، تولى قيادة وحدة الأفيال الحربية في معركة موثول الشهيرة.
كان بوميلكار أحد أكثر الشخصيات موثوقية عند الملك يوغرطة، وقد أُوكل إليه تنفيذ المهام السرية والخطيرة بحكم قربه منه. من أبرز إنجازاته تنفيذ أمر اغتيال ماسيفا، ابن جولوسا وحفيد ماسينيسا، الذي كان في روما يُشكّل تهديدًا خطيرًا لسلطان يوغرطة. تم التخطيط للعملية بدقة، فقام بوميلكار باستخدام شبكة من العملاء الذين راقبوا مجيء ماسيفا وذهابه، حتى تمكن من اغتياله في الوقت المناسب. لكن الوكيل المنفّذ ارتُكب خطأ، فالتُقط واعترف بالمؤامرة، مما أدى إلى محاكمة بوميلكار—محاكمة لم تُجرِ وفق الأعراف القانونية بل بدوافع أخلاقية. ومع تأزّم الموقف وتفاقم المعارضة، أرسل يوغرطة بوميلكار سراً إلى نوميديا قبل أن تبدأ المحاكمة، تجنبًا لعواقب سياسية واجتماعية خطيرة .

## خلفية عسكرية
إضافة إلى دوره السري، كان لبوميلكار حضور عسكري مهم في حملات متعدّدة ضد الرومان فقد شارك بقيادة قسم من القوات النوميدية في معركة موثول عام 109 ق.م، ضمن حرب يوغرطة ضد الإمبراطورية الرومانية. تولّى قيادة وحدة الأفيال الحربية وجزءًا من المشاة، في وقت واجه فيه العدو بقيادة القنصل الروماني ميتيلوس. و أوكلت إليه مهام ميدانية أساسية في عدة معارك أخرى مثل معركة سوثول التي كبد فيها النوميديون الرومان خسائر كارثية و أجبروا الإمبراطور الروماني ألبينوس على الإستسلام و مغادرة نوميديا.

## المؤامرة
حسب ما يورده سالوست في كتابه "حرب يوغرطة"، فإن مؤامرة بوميلكار جاءت في مرحلة دقيقة من الحرب، عندما بدأت شوكة يوغرطة تضعف بفعل الضغط الروماني والاضطرابات الداخلية. بوميلكار، الذي كان من أبرز قادة يوغرطة وأكثرهم قربًا منه، حيث لعب دورًا أساسيًا في الحملات الكبرى. غير أن موقعه المميز بدأ يتراجع مع تصاعد الشكوك في ولائه، خاصة بعدما اتُهم سابقًا بميلٍ إلى الرومان، وهو ما جعله يخشى على نفسه من نقمة الملك. في هذا الجو من التوتر، التقى بوميلكار بـ نبدالسا، وهو من كبار نبلاء نوميديا المعروفين بنفوذهم الواسع وسط المجتمع النوميدي، فوجد فيه شريكًا مثاليًا لمشروعه السياسي. اجتمع الاثنان سرًا واتفقا على اغتيال يوغرطة واقتسام الحكم بعد سقوطه: فبوميلكار يعوّل على خبرته العسكرية وعلى من بقي من أنصاره في الجيش، بينما يعوّل نبدالسا على مكانته بين النبلاء وقدرته على جلب التأييد الشعبي. ولتنفيذ الخطة استعان بوميلكار بعدد من رجاله الموثوقين، بينما حاول نبدالسا كسب بعض وجهاء البلاط. غير أن المؤامرة تسربت بسرعة، إذ قام أحد أتباع نبدالسا، الذي كان يطمح إلى التقرب من يوغرطة بسرقة رسالة تتضمن مخطط الإنقلاب بإفشاء تفاصيل الاتفاق. عندئذ تحرك يوغرطة بحزم وسرعة فاستدعى رجاله وأمر بالقبض على بوميلكار دون إبطاء.

## نهايته
إن نهاية بوميلكار جاءت بعد انكشاف مؤامرته مع نبدالسا مباشرة. فحين تسربت أخبار الاتفاق السري بين الرجلين إلى يوغرطة عبر أحد المقربين من نبدالسا، لم يتردّد الملك في التحرك بسرعة، إذ كان يدرك خطورة أن يتآمر عليه أحد أكثر رجاله قربًا منه في الماضي. أمر يوغرطة بالقبض على بوميلكار في الحال، وتمت مداهمته وهو غافل عن انكشاف سره، فاقتيد مكبلًا أمام الملك. لم يمنحه يوغرطة فرصة للدفاع أو تبرير نفسه، لأن خيانته كانت بنظره واضحة، ولأن إظهار التهاون مع قائد بهذا الوزن كان سيُضعف هيبة العرش ويشجع آخرين على العصيان. لذلك أصدر أمرًا قاطعًا بإعدامه على الفور. لم يذكر سالوست تفاصيل طريقة الإعدام بدقة، لكنه يوضح أن التنفيذ كان سريعًا وصارمًا، ليكون عبرة لبقية القادة و النبلاء. وهكذا انتهت حياة بوميلكار في نحو سنة 107 ق.م، بعد أن تحوّل من ذراع يوغرطة العسكري الأقوى إلى خائن مدان، فسقط سقوطًا مأساويًا يعكس قسوة الصراعات الداخلية في نوميديا آنذاك.